# Profítis Ilías (ort i Grekland, Mellersta Makedonien, Nomós Péllis)
Profítis Ilías är en ort i Grekland.   Den ligger i prefekturen Nomós Péllis och regionen Mellersta Makedonien, i den norra delen av landet, 300 km norr om huvudstaden Aten. Profítis Ilías ligger 37 meter över havet och antalet invånare är 1 225.
Terrängen runt Profítis Ilías är kuperad åt nordväst, men åt sydost är den platt. Runt Profítis Ilías är det ganska tätbefolkat, med 96 invånare per kvadratkilometer. Närmaste större samhälle är Édessa, 9,7 km väster om Profítis Ilías. Trakten runt Profítis Ilías består till största delen av jordbruksmark.